# 25 юли
25 юли е 206-ият ден в годината според григорианския календар (207-и през високосна година). Остават 159 дни до края на годината.

## Събития
- 1139 г. – Афонсу I побеждава маврите в Битката при Урике и се обявява за крал на Португалия.
- 1261 г. – Армиите на никейския император Михаил VIII Палеолог завладяват Константинопол и ликвидират Латинската империя, с което е възстановена Византийска империя.
- 1593 г. – Кралят на Франция Анри IV публично се отрича от протестантството и приема католицизма.
- 1567 г. – Джеймс VI става крал на Шотландия.
- 1862 г. – Във Варна тържествено е осветена сградата на Българското централно училище с главен учител Сава Доброплодни.
- 1869 г. – В Букурещ започва да излиза вестникът на Добродетелната дружина Отечество.
- 1878 г. – В Пловдив излиза първият брой на вестника Марица, първият български вестник след Освобождението с издател Христо Г. Данов.
- 1893 г. – Коринтският канал е отворен за морски трафик.
- 1907 г. – Корея става протекторат на Япония.
- 1909 г. – Французинът Луи Блерио първи прелита над Ламанша с моноплана Блерио XI за 37 минути.
- 1916 г. – В САЩ за първи път в света е използван противогаз при спасяването на 32 души, затрупани след експлозия в мина.
- 1926 г. – Основан е футболен клуб Локомотив Пловдив.
- 1935 г. – В Москва започва VII конгрес на Коминтерна, на който за генерален секретар е избран Георги Димитров.
- 1943 г. – Бенито Мусолини е принуден да подаде оставка и крал Виктор Емануил III назначава маршал Бадолио за министър-председател на Италия.
- 1946 г. – Правителството на Царство България внася в Народното събрание законопроект за референдум за премахване на монархията и за създаване на народна демократична република.
- 1946 г. – В лагуната на атола Бикини САЩ извършва първия в света подводен ядрен опит.
- 1968 г. – Папа Павел VI издава енцикликата Humanae Vitae, с която забранява на католиците използването на изкуствени методи (презерватив, противозачатъчни таблетки и др.) за контрол върху забременяването.
- 1973 г. – Изстрелян е съветският космически апарат Марс 5, който достига планетата Марс през февруари 1974 г.
- 1978 г. – В Англия е родено първото в света бебе, заченато инвитро.
- 1982 г. – Лидерът на палестинците Ясер Арафат подписва документ, който приема решението на ООН за правото на съществуване на Израел.
- 1984 г. – Светлана Савицка става първата жена космонавт, излязла в открития космос.
- 1995 г. – Радован Караджич и Ратко Младич са обвинени в геноцид, военни престъпления и престъпления срещу човечеството от Международния наказателен трибунал за бивша Югославия.
- 1996 г. – XXXVII народно събрание приема Закон за националните символи и герба на България.
- 2000 г. – Полет 4590 на „Ер Франс“, изпълняван от „Конкорд“ на „Ер Франс“ катострофира при излитането си от летище „Париж-Шарл дьо Гол в Париж, загиват 109 души на борда и 4 на земята.

## Родени
- 1016 г. – Казимир I, полски княз († 1058 г.)
- 1109 г. – Афонсу I, първи крал на Португалия († 1185 г.)
- 1575 г. – Кристоф Шайнер, германски астроном († 1650 г.)
- 1848 г. – Артър Балфур, министър-председател на Обединеното кралство († 1930 г.)
- 1870 г. – Максфийлд Периш, американски илюстратор († 1966 г.)
- 1875 г. – Джим Корбет, британски писател и ловец († 1955 г.)
- 1878 г. – Стоян Бъчваров, български актьор († 1949 г.)
- 1894 г. – Гаврило Принцип, сръбски националист, застрелял Франц Фердинанд († 1918 г.)
- 1894 г. – Уолтър Бренан, американски актьор († 1974 г.)
- 1905 г. – Елиас Канети, австрийски писател, роден в България, Нобелов лауреат за 1981 г. († 1994 г.)
- 1910 г. – Петър Стъпов, български писател († 1992 г.)
- 1920 г. – Розалинд Франклин, английски биофизик († 1958 г.)
- 1923 г. – Свами Сатянанда, индийски гуру († 2009 г.)
- 1929 г. – Василий Шукшин, руски писател, кинорежисьор и актьор († 1974 г.)
- 1930 г. – Атанас Славов, български писател, изкуствовед, семиотик, поет и сценарист († 2010 г.)
- 1933 г. – Георги Атанасов, български политик († 2022 г.)
- 1934 г. – Георги Кордов, български поп певец, композитор и педагог († 2006 г.)
- 1935 г. – Миле Неделковски, македонски писател († 2020 г.)
- 1946 г. – Люпка Димитровска, хърватска поп певица родом от Македония († 2016 г.)
- 1950 г. – Хулио Каплан, американски шахматист
- 1952 г. – Сашо Диков, български журналист
- 1957 г. – Даниел Бурш, американски астронавт
- 1957 г. – Живка Гичева, българска телевизионна водеща († 2009 г.)
- 1961 г. – Боби Ийкс, американска актриса и певица
- 1961 г. – Катрин Кели Ланг, американска актриса
- 1963 г. – Къци Вапцаров, режисьор, актьор и телевизионен водещ
- 1967 г. – Мат Ле Блан, американски актьор
- 1967 г. – Александра Карамихалева, български църковен деятел и писател
- 1976 г. – Йовица Тасевски - Етерниян, македонски писател
- 1976 г. – Тера Патрик, американска порноактриса
- 1979 г. – Алистър Картър, английски професионален играч на снукър
- 1985 г. – Джеймс Лафърти, американски актьор

## Починали
- 306 г. – Констанций I Хлор, римски император (* 250 г.)
- 1034 г. – Констанца Арлска, кралица на Франция (* 986 г.)
- 1492 г. – Инокентий VIII, римски папа (* 1432 г.)
- 1564 г. – Фердинанд I Хабсбургски, пръв крал на Бохемия и Унгария, император на Свещената римска империя (* 1503 г.)
- 1572 г. – Исак Лурия, еврейски равин, основоположник на съвременната Кабала (* 1534 г.)
- 1794 г. – Андре Мари Шение, френски поет и публицист (* 1762 г.)
- 1834 г. – Самюъл Колридж, английски поет (* 1772 г.)
- 1902 г. – Никола Козлев, български книжовник и революционер (* 1824 г.)
- 1903 г. – Кръстьо Асенов, български революционер (* 1877 г.)
- 1904 г. – Харалан Ангелов, български поет (* 1845 г.)
- 1908 г. – Йордан Секулички, български революционер (* ? г.)
- 1908 г. – Йордан Спасов, български революционер (* 1875 г.)
- 1909 г. – Неофит VIII Константинополски, цариградски патриарх (* 1832 г.)
- 1925 г. – Емануил Иванов, български математик (* 1857 г.)
- 1934 г. – Енгелберт Долфус, канцлер на Австрия (* 1892 г.)
- 1934 г. – Нестор Махно, украински анархист (* 1888 г.)
- 1936 г. – Хайнрих Рикерт, германски философ (* 1863 г.)
- 1942 г. – Георги Григоров, български партизанин (* 1919 г.)
- 1950 г. – Елизабет Ланггесер, германска писателка (* 1899 г.)
- 1958 г. – Янко Анастасов, български художник (* 1892 г.)
- 1977 г. – Луис Физер, американски химик (* 1899 г.)
- 1980 г. – Владимир Висоцки, руски поет, певец и актьор (* 1938 г.)
- 1986 г. – Винсънт Минели, американски режисьор (* 1903 г.)
- 1987 г. – Вера Иванова-Мавродинова, български учен (* 1896 г.)
- 2003 г. – Джон Шлезинджър, американски режисьор (* 1926 г.)
- 2011 г. – Михалис Какоянис, гръцки режисьор (* 1922 г.)
- 2015 г. – Григор Кумитски, български телевизионен и кинооператор (* 1979 г.)
- 2018 г. – Серджо Маркионе, италианско-канадски бизнесмен (* 1952 г.)

## Празници
- Православна и Католическа църква – Успение на света Анна (на картинката)
- Галиция (Испания) – Национален ден
- Пуерто Рико – Ден на конституцията (1952 г., национален празник)
- Тунис – Ден на републиката (1957 г.)